# ロジャー・ソメール

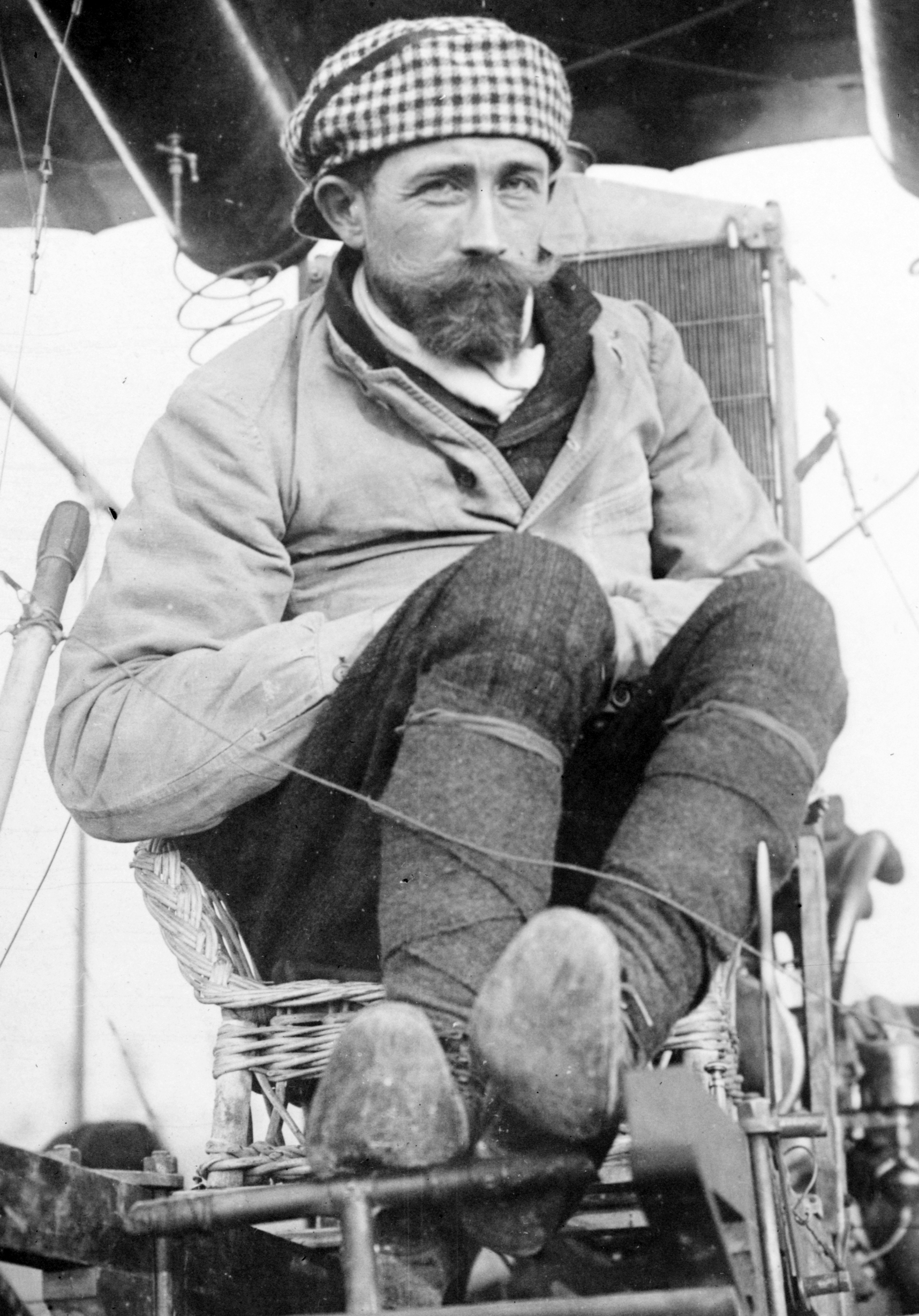
ロジャー・ソメール

ロジャー・ソメール（Roger Sommer 、1877年8月4日 - 1965年8月14日）は、フランスの航空のパイオニアである。1910年前後に活躍し、自らも飛行機を設計製作した。
ムルト＝エ＝モゼル県のPierrepontでベルギーのフェルト産業家の家系に生まれた。航空の世界に入り、ローラン・ギャロスら初期のパイロットたちとつきあった。ファルマン機で飛行を行い、1909年8月7日には、滞空時間、2時間27分15秒という当時の記録を樹立した。1911年3月には12人の同乗者をのせての飛行も行った。自らも飛行機を製作し、ファルマン機に似た複葉機とブレリオ機に似た単葉機などを製作し、100機ほどの注文を受けた。多くのパイロットが飛行免許を取得するのに用い、1911年、アンリ・ペケによってインドでの最初の航空郵便の運搬に使われた。1912年6月、パイロットとして雇った、アルバート・キマーリング（Albert Kimmerling ）がソメールの単葉機で事故死をしたのがきっかけで、航空界から遠ざかり、家業を継いだ。
ソメールの息子の一人のピエール(Pierre Sommer）も一時パイロットとなったが、家業のフェルト加工業を発展させて、自動車内装部品の大企業のソメール・アリベール社に発展させた。また、自動車レースのドライバーとして成功し、1950年のF-1 レースで事故死したレイモンド・ソマー（Raymond Sommer）も息子である。